# Kovk
Kovk é uma vila localizada no município de Ajdovščina na Eslovênia. Possuía uma população estimada de 133 habitantes em 2020.